# Țăndărei
Țăndărei este un oraș în județul Ialomița, Muntenia, România. Localitatea reprezintă al patrulea centru urban ca mărime și importanță al județului Ialomița după Slobozia, Fetești și Urziceni.

## Așezare
Orașul se află în partea de nord-est a județului, pe malul stâng al râului Ialomița. Este străbătut de șoseaua națională DN2A, care leagă Slobozia de Constanța; din acest drum, la Țăndărei se ramifică șoseaua națională DN21A, care duce spre Bărăganul (județul Brăila; unde se termină în DN21) și șoseaua județeană DJ201, care merge pe malul drept al Ialomiței la Slobozia și mai departe către Ciochina și Coșereni (unde se termină în DN2). Tot lângă Țăndărei, DN2A se intersectează cu șoseaua județeană DJ212, care duce spre sud la Platonești, Movila și Fetești (unde se termină în DN3B) și spre nord la Mihail Kogălniceanu și mai departe în județul Brăila la Berteștii de Jos, Stăncuța, Gropeni și Chiscani (unde se termină în DN21).
Orașul este nod feroviar, aici întâlnindu-se calea ferată Făurei-Fetești cu calea ferată Urziceni-Slobozia-Țăndărei.

## Istorie
Țăndăreiul a devenit oraș în anul 1968. Prima atestare documentară datează de la 18 iunie 1594, într-un act emis de Mihai Viteazul. Prima mențiune cartografică a localității se face în harta militară austriacă a Țării Românești, alcătuită între anii 1787-1791, de serviciul topografic al armatei austriece. La sfârșitul secolului al XVIII-lea, moșia și satul Țăndărei intră în stăpânirea lui Filip Lens, crescut sub protecția lui Ipsilanti și ocupând diferite funcții în administrația Țării Românești.
Cea mai veche împărțire a județului în plasii se cunoaște din anul 1778. Țăndăreiul face parte din plasa Orașul. Odată cu instituirea Regulamentului Organic (1831-1848), organizarea anterioară se modifică și Țăndăreiul face parte din plasa Baltă. Acum are loc separarea puterii administrative de cea judecătorească, problemele administrative ale județului sunt rezolvate de o Cârmuire, iar cele litigioase de Tribunal. Din anul 1859 până în 1864, Țăndăreiul a avut statut de sat în componența căruia intrau câteva cătune.
După aplicarea Legii comunale elaborate de către domnul A.I.Cuza, devine comună, reședința plasii Baltă.În legătură cu populația localității, cea mai veche informație provine din anul 1861, când Țăndăreiul, cu cătunele Câineasca, Strachina și Musteanca avea 261 case și 310 familii. În anul 1874, când primar era Grigore Popescu, comuna avea o populație de 1235 locuitori, fiind una din cele mai mari comune din cele 22 câte avea plasa Baltă. Prin Legea din 01.04.1901, se formează plasa Țăndărei cu reședința la Țăndărei și având arondate 12 comune, administrata de un revizor comunal.Din 23.04.1905, Țăndăreiul va prelua și comunele fostei plasi Iazul. Era administrată de inspectorul comunal C.Pasta, licențiat în drept. În anul 1906, autoritatea locală era reprezentată de primarul Gh.Dobrescu, ajutorul de primar C.Lintis și consilierii Gh.Istate, H.R.Munteanu, I.Toma, V.Constanda, G.B.Șerban și Preda Hagianu.
La sfârșitul secolului al XIX-lea, Țăndărei avea statut de comună rurală și făcea parte din plasa Ialomița-Balta a județului Ialomița. Ea era formată din satele Țăndărei, Strachina, Cotul-Iepure, Valea Tronii, Câineasca și Nicolești, cu o populație de 2900 de locuitori. În comună funcționau o școală mixtă și o biserică. Anuarul Socec din 1925 consemnează comuna Țăndărei, cu satele Țăndărei, Strachina și Mihail Kogălniceanu, cu o populație totală de 4431 de locuitori, ca reședință a plășii Țăndărei a aceluiași județ. În 1931, satul Mihail Kogălniceanu s-a separat pentru a forma o comună de sine stătătoare.
În timpul primului război mondial, într-o perioadă foarte grea, comună era condusă de primarul G.R.Marinescu, care a participat la Marea Adunare Națională de la 1 decembrie 1918, la Alba Iulia. Între anii 1930-1940, cu sprijinul primăriei au fost realizate următoarele construcții:- Școala primară din satul Gara;- Cantina școlară din satul Strachina;- Piața din satul Gara;- Grajdul comunal al primăriei;- Clopotnița de la biserica din comuna;- Judecătoria de pace din Țăndărei;Instituțiile administrative existente în localitate în anul 1940 erau:- Pretură;- Primăria;- Judecătoria de pace;- Ocolul agricol regional; - Oficiul P.T.T.R.;- Circumscripția medicală veterinară;- Percepția;- Secția și postul de jandarmi;- Spitalul.În perioada 1938-1944 se realizează electrificarea comunei, o acțiune de mare efort și curaj a primarului Mircea Ionescu.
În 1950, comuna a fost inclusă în raionul Fetești din regiunea Ialomița, apoi (după 1952) din regiunea Constanța și (după 1956) din regiunea București. În 1968, comuna a revenit la județul Ialomița, reînființat, și a primit statut de oraș, unica ei localitate rezultând atunci din contopirea localităților Țăndărei, Strachina și Țăndărei-Gară.

## Demografie
Componența etnică a orașului Țăndărei
     Români (47,39%)
     Romi (9,98%)
     Alte etnii (0,12%)
     Necunoscută (42,51%)
Componența confesională a orașului Țăndărei
     Ortodocși (45,56%)
     Penticostali (10,05%)
     Alte religii (1,49%)
     Necunoscută (42,9%)
Conform recensământului efectuat în 2021, populația orașului Țăndărei se ridică la 12.761 de locuitori, în scădere față de recensământul anterior din 2011, când fuseseră înregistrați 13.219 locuitori. Cei mai mulți locuitori sunt români (47,39%), cu o minoritate de romi (9,98%), iar pentru 42,51% nu se cunoaște apartenența etnică. Din punct de vedere confesional, cei mai mulți locuitori sunt ortodocși (45,56%), cu o minoritate de penticostali (10,05%), iar pentru 42,9% nu se cunoaște apartenența confesională.
030006000900012.00015.0001977199220022011populațiePopulația istorică din Țăndărei
Date: Recensăminte sau birourile de statistică - grafică realizată de Wikipedia

## Politică și administrație
Orașul Țăndărei este administrat de un primar și un consiliu local compus din 17 consilieri. Primarul, George Cristian Roman[*], de la Partidul Social Democrat, este în funcție din octombrie 2020. Începând cu alegerile locale din 2024, consiliul local are următoarea componență pe partide politice:
|  | Partid                          | Consilieri | Componența Consiliului | Componența Consiliului | Componența Consiliului | Componența Consiliului | Componența Consiliului | Componența Consiliului | Componența Consiliului | Componența Consiliului | Componența Consiliului | Componența Consiliului |
|  | ------------------------------- | ---------- | ---------------------- | ---------------------- | ---------------------- | ---------------------- | ---------------------- | ---------------------- | ---------------------- | ---------------------- | ---------------------- | ---------------------- |
|  | Partidul Social Democrat        | 10         |                        |                        |                        |                        |                        |                        |                        |                        |                        |                        |
|  | Alianța Dreapta Unită           | 2          |                        |                        |                        |                        |                        |                        |                        |                        |                        |                        |
|  | Partidul Național Liberal       | 2          |                        |                        |                        |                        |                        |                        |                        |                        |                        |                        |
|  | Alianța pentru Unirea Românilor | 2          |                        |                        |                        |                        |                        |                        |                        |                        |                        |                        |
|  | Partidul Puterii Umaniste       | 1          |                        |                        |                        |                        |                        |                        |                        |                        |                        |                        |

## Comerț
Comerțul în Țăndărei este alcătuit din mai multe magazine mici, o piață agroalimentară și un supermarket retailer;

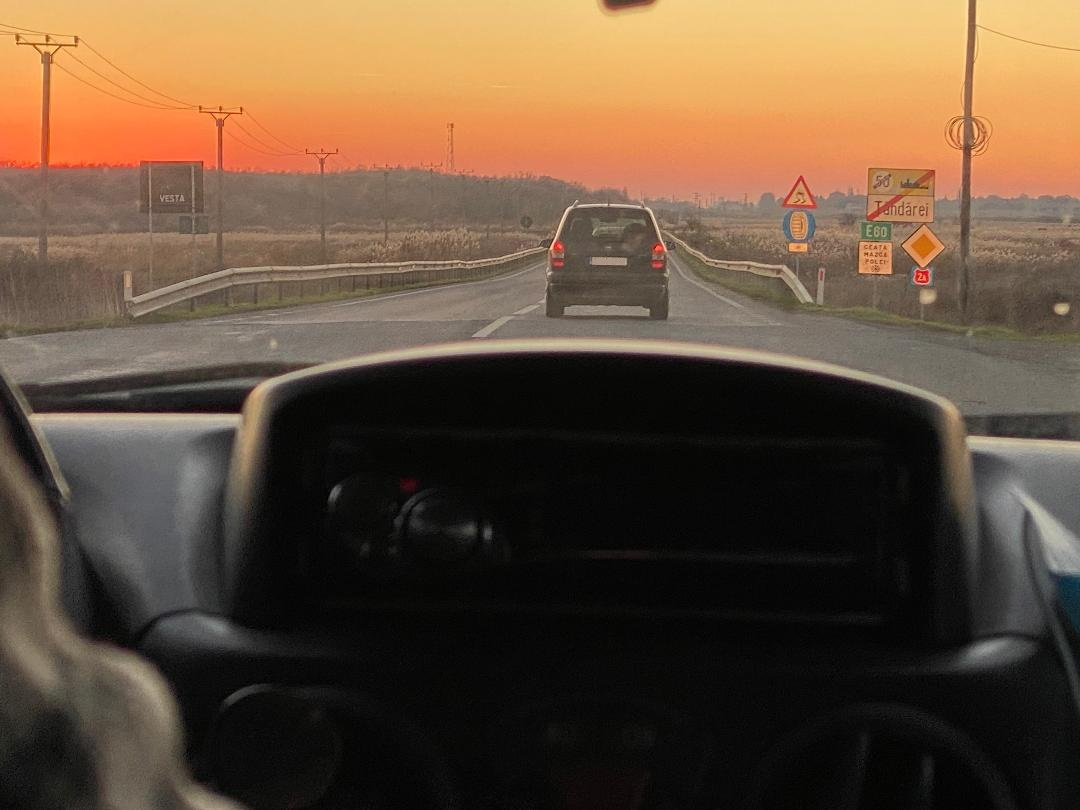
Apus de soare la ieșire din Țăndărei, 20 noiembrie 2021

Magazine alimentare (de dimensiuni mici) - La Vlădăreanu, Călin Market, Walter, Caraiman, Prestige Company, Aki Market;
Retailere (magazine cu prezență în mai multe orașe) - Profi
Piața Agroalimentară  (oferă de vânzare legume, fructe, ouă, pește și lactate)

## Bănci
În Țăndărei există în prezent mai multe bănci :
- Raiffeisen Bank
- Banca Comercială Română
- BRD
- CEC Bank

## Utilități
Acum, în oraș utilitățile sunt asigurate de diferite firme :
○ Apă - Raja Constanța
○ Electricitate - Enel
○ Gaze - Engie (fostul GDF Suez)
○ Salubritate - Adi Eco (firmă locală)

## Telecomunicații

### Telefonie
Firmele de distribuției a telefoniei mobile și fixe din Țăndărei sunt:
► Vodafone România
► Telekom România (fostul Romtelecom)
► Digi Mobil
► Orange

### Internet
► Vodafone România
► Telekom România (fostul Romtelecom)
► Next Gen

### Televiziune
► Telekom România (fostul Romtelecom)
► Next Gen
► Vodafone România (fostul UPC)
► Digi

## Transport

### Transport intern
Transportul intern este realizat de firme de taximetrie locale.

### Transport extern
Transportul extern este realizat în mare parte de autobuze, dar, mai puțin de taxiuri. Cu autobuzul se poate ajunge la Constanța, Fetești, Slobozia, Hârșova, București, și, bineînțeles, în zonele rurale.

## Posturi

### Posturi TV
Din Țăndărei se pot prinde absolut toate posturile naționale, regionale și locale de televiziune din România. Aici nu există nici un post regional de transmisie, însă SETV (Sud-Est TV) include și orașul Țăndărei în raza de acoperire.

### Posturi Radio
○ Kiss Fm Slobozia (93,3)
○ Radio Zu Brăila (90,6)
○ Europa Fm (100,9)
○ Radio Campus (87,7)

## Sănătate
La Țăndărei, există în centrul orașului un dispensar, unde mai mulți medici de specialități diferite tratează o parte din cetățenii orașului. Pe lângă dispensar, mai există și Spitalul Orășenesc care, a fost închis în 2011 la ordinul ministerului. După un scandal, spitalul primește ajutor din partea Primăriei Țăndărei și astfel, este redeschis. Spitalul are o capacitate de 70 de paturi și oferă ajutor anual pentru 20 de mii de pacienți. Aici găsim singura secție de pshiatrie din județ, care urmează să fie extinsă. Mulți pacienți din afara orașului, decid să vină la Țăndărei pentru că spitalul de aici este considerat unul dintre cele mai bune spitale din zona Bărăganului de Est.

## Distanțe dintre Țăndărei și alte localități
| Oraș      | Județ     | Distanță |
| --------- | --------- | -------- |
| Slobozia  | Ialomița  | 25 km    |
| Urziceni  | Ialomița  | 87 km    |
| Constanța | Constanța | 121 km   |
| Hârșova   | Constanța | 35 km    |
| Fetești   | Ialomița  | 36 km    |
| Brăila    | Brăila    | 80 km    |
| București | -         | 147 km   |

| Comună              | Județ    | Distanță |
| ------------------- | -------- | -------- |
| Mihail Kogălniceanu | Ialomița | 7 km     |
| Săveni              | Ialomița | 6 km     |
| Valea Ciorii        | Ialomița | 14 km    |
| Murgeanca           | Ialomița | 12 km    |
| Platonești          | Ialomița | 7 km     |
| Făcăeni             | Ialomița | 28 km    |
| Mărculești          | Ialomița | 18 km    |
| Ograda              | Ialomița | 8 km     |
| Bărăganul           | Brăila   | 23 km    |

## Monumente istorice
Patru obiective din orașul Țăndărei sunt incluse în lista monumentelor istorice din județul Ialomița ca monumente de interes local. Două sunt clasificate ca situri arheologice — așezarea medievală timpurie (secolele al X-lea–al XI-lea) de „la Cimitir”, și așezarea din Epoca Bronzului târziu descoperită în zona spitalului orășenesc. Celelalte două sunt monumente de arhitectură: biserica „Sfinții Voievozi” (1839) și școala (1905), ambele aflate una lângă alta în strada Ionel Perlea.

## Personalități marcante
- Grigore H. Grandea (1843-1897), scriitor
- Paul Georgescu (1923-1989), critic literar, eseist, jurnalist, scriitor
- Romeci Eugen (1943-1999), eseist, profesor, critic literar, scriitor
- Vasile Silvian Ciupercă (1949-2022), fost deputat român;
- Aurelian Chițu (n. 1991), fotbalist.